# Johnny Weltz
Johnny Weltz (Copenhaguen, 20 de març de 1962) és un ciclista danès, ja retirat, que fou professional entre 1987 i 1995.
Els seus principals èxits esportius foren una victòria d'etapa a la Volta a Espanya de 1988 i al Tour de França del mateix any, així com el Campionat de Dinamarca en ruta de 1989. En retirar-se continuà vinculat al ciclisme com a director esportiu dels equips Motorola, US Postal i CSC. El 2006 s'integrà a l'estructura de l'equip TIAA-CREF, més tard Garmin Chipotle.
El seu germà Kenneth també fou ciclista professional.
El 1986 fou un dels primers ciclistes estrangers en traslladar-se a viure a Olot i Girona gràcies a l'amistat amb el també ciclista Pere Muñoz.

## Palmarès
- 1987
  - 1r al Gran Premi de Plumelec
  - 1r al Gran Premi La Marseillaise
- 1988
  - Vencedor d'una etapa de la Volta a Espanya
  - Vencedor d'una etapa del Tour de França
- 1989
  -  Campió de Dinamarca en ruta
  - 1r a la Scandinavian Open Road Race
  - Vencedor d'una etapa de la Volta a Euskadi
- 1991
  - Vencedor d'una etapa de la Volta a Astúries
- 1992
  - 1r a la Clàssica d'Almeria
- 1993
  - 1r al Trofeu Comunitat Foral de Navarra

### Resultats al Tour de França
- 1988. 54è de la classificació general. Vencedor d'una etapa
- 1990. Abandona (14a etapa)
- 1991. Abandona (18a etapa)
- 1992. 102è de la classificació general

### Resultats a la Volta a Espanya
- 1987. 42è de la classificació general
- 1988. 53è de la classificació general. Vencedor d'una etapa
- 1990. 28è de la classificació general
- 1991. 48è de la classificació general
- 1994. 51è de la classificació general
- 1995. 90è de la classificació general

### Resultats al Giro d'Itàlia
- 1992. Abandona (10a etapa)